# Mikołaj Wieniawski
Mikołaj Wieniawski herbu Wieniawa (zm. w 1737 roku) – podczaszy przemyski w 1735 roku, starosta mogilnicki w 1735 roku.
Był marszałkiem sejmików województwa ruskiego w 1735  roku. Poseł województwa ruskiego na sejm zwyczajny pacyfikacyjny 1735 roku.